# Saison 1934-1935 de la Can-Am
Saison précédente Saison suivante
La saison 1934-1935 est la neuvième saison de la Canadian-American Hockey League. Cinq franchises jouent chacune 48 rencontres. Les Cubs de Boston remportent le Trophée Henri Fontaine en battant les Castors de Québec en 3 matches en séries éliminatoires.

## Saison régulière
| Clt   | Équipe                 | PJ | V  | D  | N  | BP  | BC  | Pts |
| ----- | ---------------------- | -- | -- | -- | -- | --- | --- | --- |
| +001, | Cubs de Boston         | 48 | 29 | 13 | 6  | 185 | 125 | 64  |
| +002, | Castors de Québec      | 48 | 23 | 19 | 6  | 141 | 123 | 52  |
| +003, | Reds de Providence     | 48 | 19 | 17 | 12 | 124 | 144 | 50  |
| +004, | Eagles de New Haven    | 48 | 16 | 23 | 9  | 125 | 145 | 41  |
| +005, | Arrows de Philadelphie | 48 | 15 | 30 | 3  | 122 | 160 | 33  |

- En gras : champion de la saison régulière
- En italique : qualifié pour les séries

## Séries éliminatoires
Les Cubs de Boston, vainqueurs de la saison régulière, sont directement qualifiés pour la finale alors que les Castors de Québec et les Reds de Providence s'affrontent au meilleur des cinq matchs pour désigner l'autre finaliste. Les Castors se qualifient pour la finale en battant les Reds 3 matchs à 1 mais sont ensuite battus en trois matchs par les Cubs,.